# Smash du Delaware
 (mars 2024).
Si vous disposez d'ouvrages ou d'articles de référence ou si vous connaissez des sites web de qualité traitant du thème abordé ici, merci de compléter l'article en donnant les références utiles à sa vérifiabilité et en les liant à la section « Notes et références ».
Le Smash du Delaware (en anglais : Delaware Smash) est une ancienne équipe membre du World Team Tennis de 1998 à 2008. Elle était basée à Wilmington, au Delaware.

## Histoire
L'équipe a été fondée en 1987 sous le nom de New Jersey Stars. Elle a déménagé au Delaware et changé de nom en 1996. Elle a disparu en 2008. 

## Effectif 2006
- Mariaan de Swardt, entraîneur
- Tres Davis
- Angela Haynes
- Liezel Huber
- Eric Nunez